# Episodi di Angie Tribeca (prima stagione)
La prima stagione della serie televisiva Angie Tribeca, composta da 10 episodi, è stata trasmessa interamente dalla rete televisiva TBS il 17 e 18 gennaio 2016.
In Italia è stata trasmessa interamente dal canale pay Joi il 31 dicembre 2016 e il 1º gennaio 2017.
| n° | Titolo originale                | Titolo italiano          | Prima TV USA    | Prima TV Italia  |
| -- | ------------------------------- | ------------------------ | --------------- | ---------------- |
| 1  | Pilot                           | Angie Tribeca            | 17 gennaio 2016 | 31 dicembre 2016 |
| 2  | The Wedding Planner Did It      | Sì, lo voglio, partner!  | 17 gennaio 2016 | 31 dicembre 2016 |
| 3  | The Famous Ventriloquist Did It | Il famoso ventre!        | 17 gennaio 2016 | 31 dicembre 2016 |
| 4  | The Thumb Affair                | Giù le mani dal pollice! | 17 gennaio 2016 | 1º gennaio 2017  |
| 5  | Commissioner Bigfish            | Comandante Pescegrosso   | 17 gennaio 2016 | 1º gennaio 2017  |
| 6  | Ferret Royale                   | Furet Royale!            | 17 gennaio 2016 | 1º gennaio 2017  |
| 7  | Tribeca's Day Off               | La mia giornata libera!  | 17 gennaio 2016 | 1º gennaio 2017  |
| 8  | Murder in the First Class       | Omicidio in prima classe | 18 gennaio 2016 | 1º gennaio 2017  |
| 9  | Inside Man                      | Inside Man               | 18 gennaio 2016 | 1º gennaio 2017  |
| 10 | The One With the Bomb           | Baci esplosivi!          | 18 gennaio 2016 | 1º gennaio 2017  |

## Angie Tribeca
- Titolo originale: Pilot
- Diretto da: Steve Carell
- Scritto da: Steve Carell, Nancy Carell, Marisa Pinson

### Trama
L'agente della LAPD Angie Tribeca e il suo nuovo partner Jay Geils investigano su un caso di estorsione ai danni del sindaco.
- Guest star: Nancy Carell (Mrs. Perry), Lisa Kudrow (Monica Vivarquar), Gary Cole (Everett)

## Sì, lo voglio, partner!
- Titolo originale: The Wedding Planner Did It
- Diretto da: Michael Patrick Jann
- Scritto da: Jeff Astrof

### Trama
Tribeca e Geils indagano riguardo a una serie di omicidi dei più rinomati pasticceri di Los Angeles.
- Guest star: Adam Scott (medico), James Franco (sergente Eddie Pepper), Gillian Vigman (Jean Naté)

## Il famoso ventre!
- Titolo originale: The Famous Ventriloquist Did It
- Diretto da: Martha Coolidge
- Scritto da: Alex Jenkins Reid

### Trama
Tribeca e Geils investigano sull'omicidio di un noto ventriloquo.
- Guest star: Sarah Chalke (Mrs. Parson), Jeff Dunham (Fisher Price)

## Giù le mani dal pollice!
- Titolo originale: The Thumb Affair
- Diretto da: Michael Patrick Jann
- Scritto da: Ira Ungerleider

### Trama
Tribeca e Geils indagano sulla scomparsa del dipinto di un noto artista italo-scozzese.
- Guest star: John Michael Higgins (Dr. Zaius/Ray Zaius)

## Comandante Pescegrosso
- Titolo originale: Commissioner Bigfish
- Diretto da: Peter Segal
- Scritto da: Jason Belleville

### Trama
Tribeca e Geils agiscono in incognito per stanare un giro di prostituzione.
- Guest star: David Koechner (Commissario Niles J. Bigfish), Amy Smart (Stacy)

## Furet Royale!
- Titolo originale: Ferret Royale
- Diretto da: Steve Pink
- Scritto da: Ryan Walls

### Trama
Tribeca e Geils investigano su un traffico illegale di furetti.
- Guest star: Keegan-Michael Key (Helmut Fröntbüt), Kerri Kenney-Silver (Agente speciale Laurie Partridge)

## La mia giornata libera!
- Titolo originale: Tribeca's Day Off
- Diretto da: Matt Sohn
- Scritto da: Ava Tramer

### Trama
Dopo essere andata di matto durante un tentativo fallito di retata a una Quinceañera, a Tribeca viene consigliato di prendersi una giornata di ferie. Intanto Geils e Tanner investigano sull'omicidio di un noto golfista.
- Guest star: Bill Murray (Vic Deakins), Cecily Strong (Samantha Stevens)

## Omicidio in prima classe
- Titolo originale: Murder in the First Class
- Diretto da: Richie Keen
- Scritto da: Ira Ungerleider e Jeff Astrof

### Trama
Tribeca e Geils indagano sull'omicidio di un passeggero di un volo di prima classe.
- Guest star: Laura Bell Bundy (Vivian Tribeca)

## Inside Man
- Titolo originale: Inside Man
- Diretto da: Jon Poll
- Scritto da: Ava Tramer, Ryan Walls e Alex Jenkins Reid

### Trama
Tribeca e Geils s'infiltrano in incognito in una banda di scassinatori-spazzacamini per impedire il loro prossimo furto.
- Guest star: Danny Trejo (se stesso), Gene Simmons (se stesso)

## Baci esplosivi!
- Titolo originale: The One with the Bomb
- Diretto da: Ira Ungerleider
- Scritto da: Marisa Pinson

### Trama
Geils viene rapito da un aitante barista pieno di cattive intenzioni verso di lui; toccherà a Tribeca e agli altri membri del dipartimento il compito di salvarlo.
- Guest star: Ryan Hansen (Wilson Phillips), John Gemberling (barista)